# Max asthmatique
 (juillet 2025).
Pour plus de détails, voir Fiche technique et Distribution.
Max asthmatique est un film français réalisé par Max Linder, sorti en 1915.

## Fiche technique
- Titre : Max asthmatique
- Réalisation : Max Linder
- Scénario : Max Linder
- Société de production : Pathé Frères
- Pays d'origine :  France
- Format : Noir et blanc — Muet
- Genre : Comédie
- Dates de sortie : 
  -  France : 13 mars 1915

## Distribution
- Max Linder
- Lucy d'Orbel
- Georges Gorby